# Leopold Götz
Johann Karl Leopold Götz (* 1833 in Königsberg (Preußen); † 1903 ebenda) war ein deutscher evangelischer Theologe.

## Leben
Götz studierte Evangelische Theologie an der Albertus-Universität Königsberg und der Rheinischen Friedrich-Wilhelms-Universität Bonn. 1858 erhielt er eine Pfarrstelle in Albrechtsdorf, 1860 in Dollstädt, Ostpreußen. 1874 als Leiter und Pfarrer berufen, leitete er das Diakonissen-Mutterhaus und Krankenhaus der Barmherzigkeit in Königsberg/Preußen (dessen Tradition in der Bundesrepublik heute unter dem Namen Diakonissen-Mutterhaus der Barmherzigkeit auf Altenberg fortgeführt wird) über fast 30 Jahre. Er war Vorsitzender der Preußischen Bibelgesellschaft und Mitglied der Missionsdirektion. 1900 erstattete er den Bericht über 50 Jahre Diakonissenarbeit am Krankenhaus der Barmherzigkeit.